# Championnat d'Espagne de football 1941-1942
Navigation
Primera División 1940-41 Primera División 1942-43
Le championnat d'Espagne de football 1941-1942 est la 11e édition du championnat. La compétition est remportée par le Valence CF. Organisé par la Fédération espagnole de football, le championnat se déroule du 28 septembre 1941 au 5 avril 1942.
Le club valencien l'emporte avec sept points d'avance sur le Real Madrid et sur l'Athletico Aviación, le tenant du titre.
Le système de promotion/relégation est modifié après le passage à 14 clubs : descente et montée automatique, sans matchs de barrage pour les deux derniers de première division et les deux premiers de deuxième division, match de barrage pour les onzième et douzième de première division face aux troisième et quatrième de deuxième division. Le promu, la Real Sociedad, et l'Hércules Alicante, sont relégués en deuxième division. Ils sont remplacés la saison suivante par le Real Betis Balompié et le Real Saragosse. Le Real Oviedo et le club du CF Barcelone conservent leur place en première division après les matchs de barrages.
L'attaquant espagnol Mundo, du Valence CF, termine meilleur buteur du championnat avec 27 réalisations.

## Règlement de la compétition
Le championnat de Primera División est organisé par la Fédération espagnole de football, il se déroule du 28 septembre 1941 au 5 avril 1942.
Il se dispute en une poule unique de 14 équipes qui s'affrontent à deux reprises, une fois à domicile et une fois à l'extérieur. L'ordre des matchs est déterminé par un tirage au sort avant le début de la compétition.
Le classement final est établi en fonction des points gagnés par chaque équipe lors de chaque rencontre : deux points pour une victoire, un pour un match nul et aucun en cas de défaite. En cas d'égalité de points entre deux ou plusieurs de clubs en fin de championnat, le classement se fait à la différence de buts. L'équipe possédant le plus de points à la fin de la compétition est proclamée championne. En fin de saison, les deux derniers du championnat sont relégués en Segunda División et remplacés par les deux premiers de ce championnat.  Un match de barrage est disputé, sur terrain neutre à Madrid, pour les onzième et douzième de première division face aux troisième et quatrième de deuxième division. Les vainqueurs de ces confrontations accèdent ou restent en Primera División.

## Équipes participantes
Cette saison de championnat se déroule à 14 équipes. Grenade CF, Deportivo La Corogne et Club Deportivo Castellón font leurs débuts en première division.
| \| H. Alicante A. Bilbao Grenade CF Séville CF Celta Vigo Real Oviedo CA Aviación Real Madrid CF Barcelone Espanyol CD Castellón Valence CF D. La Corogne Real Sociedad \| Localisation des clubs engagés dans le championnat. |
| H. Alicante A. Bilbao Grenade CF Séville CF Celta Vigo Real Oviedo CA Aviación Real Madrid CF Barcelone Espanyol CD Castellón Valence CF D. La Corogne Real Sociedad                                                           |

| Clubs                    | Ville                 | Stade           |
| ------------------------ | --------------------- | --------------- |
| Hércules Alicante        | Alicante              | Bardín          |
| Atlético Bilbao          | Bilbao                | San Mamés       |
| Club Atlético Aviación   | Madrid                | Vallecas        |
| CF Barcelone             | Barcelone             | Las Corts       |
| Club Deportivo Castellón | Castellón de la Plana | El Sequiol (es) |
| Celta Vigo               | Vigo                  | Balaidos        |
| Deportivo La Corogne     | La Corogne            | Riazor          |
| Espanyol Barcelone       | Barcelone             | Sarriá          |
| Grenade CF               | Grenade               | Los Cármenes    |
| Real Sociedad            | Saint-Sébastien       | Atocha          |
| Real Oviedo              | Oviedo                | Buenavista      |
| Real Madrid              | Madrid                | Chamartín       |
| Séville CF               | Séville               | Nervión         |
| Valence CF               | Valence               | Mestalla        |

## Classement
| Rang | Équipe                | Pts | J  | G  | N | P  | Bp | Bc | Diff |
| ---- | --------------------- | --- | -- | -- | - | -- | -- | -- | ---- |
| 1    | Valence CF            | 40  | 26 | 18 | 4 | 4  | 85 | 39 | +46  |
| 2    | Real Madrid           | 33  | 26 | 14 | 5 | 7  | 65 | 43 | +22  |
| 3    | Atlético AviaciónT    | 33  | 26 | 14 | 5 | 7  | 50 | 44 | +6   |
| 4    | Deportivo La CorogneP | 28  | 26 | 12 | 4 | 10 | 36 | 37 | -1   |
| 5    | Celta Vigo            | 28  | 26 | 11 | 6 | 9  | 53 | 58 | -5   |
| 6    | Séville CF            | 27  | 26 | 10 | 7 | 9  | 58 | 45 | +13  |
| 7    | Atlético Bilbao       | 27  | 26 | 10 | 7 | 9  | 55 | 41 | +14  |
| 8    | CD CastellónP         | 26  | 26 | 10 | 6 | 10 | 54 | 63 | -9   |
| 9    | Espanyol Barcelone    | 26  | 26 | 10 | 6 | 10 | 49 | 42 | +7   |
| 10   | Grenade CFP           | 25  | 26 | 10 | 5 | 11 | 64 | 52 | +12  |
| 11   | Real Oviedo           | 23  | 26 | 8  | 7 | 11 | 42 | 63 | -21  |
| 12   | CF BarceloneC         | 19  | 26 | 8  | 3 | 15 | 57 | 66 | -9   |
| 13   | Hércules Alicante     | 12  | 26 | 5  | 2 | 19 | 42 | 71 | -29  |
| 14   | Real SociedadP        | 12  | 26 | 5  | 2 | 19 | 31 | 77 | -46  |

- Champion
- Barrages de relégation
- Relégation en Segunda División

Barrages de promotion :
Les barrages se jouent sur une rencontre unique disputée sur terrain neutre à Madrid : Dans la première rencontre, le Real Oviedo l'emporte 3-1 face au CE Sabadell, dans l'autre rencontre CF Barcelone l'emporte 5-1 sur le Real Murcie. Les deux clubs conservent leur place en division 1.

## Récompenses
L'attaquant espagnol Edmundo "Mundo" Suárez, joueur de Valence CF termine meilleur buteur du championnat avec 27 réalisations. Il devance Manuel Alday Marticorena (es), du Real Madrid, et César Rodríguez, de Grenade CF, auteurs de 23 buts.
Le Trophée Zamora du meilleur gardien du championnat est attribué à Juan Acuña Naya du Deportivo La Corogne.

## Bilan de la saison
| Championnat d'Espagne de football 1941-1942 |                        |
| Champion                                    | Valence CF (1er titre) |
| Dauphin                                     | Real Madrid            |
| Coupes et trophées                          |                        |
| Vainqueur de la Coupe d'Espagne 1941-1942   | CF Barcelone           |
| Promotions et relégations                   |                        |
| Promus en Primera División                  | Real Betis Balompié    |
| Promus en Primera División                  | Saragosse CF           |
| Relégués en Segunda División                | Hércules Alicante      |
| Relégués en Segunda División                | Real Sociedad          |